# Diacanthoidea vittata
Diacanthoidea vittata är en insektsart som beskrevs av Ludwig Redtenbacher 1908. Diacanthoidea vittata ingår i släktet Diacanthoidea och familjen Diapheromeridae. Inga underarter finns listade i Catalogue of Life.